# Simiane-la-Rotonde
Simiane-la-Rotonde is een gemeente in het Franse departement Alpes-de-Haute-Provence (regio Provence-Alpes-Côte d'Azur). De plaats maakt deel uit van het arrondissement Forcalquier. Simiane-la-Rotonde telde op 1 januari 2022 608 inwoners.

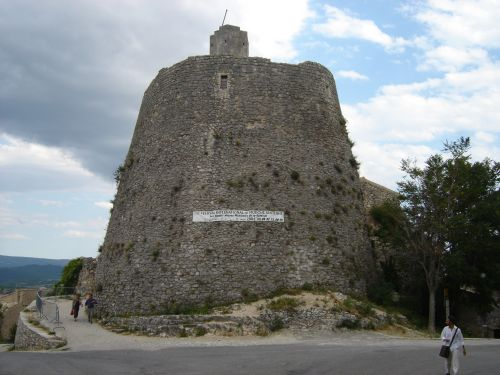

Het dankt haar naam aan een grote ronde toren in het midden van het dorpje (zie foto).

## Geografie
De oppervlakte van Simiane-la-Rotonde bedroeg op 1 januari 2022 67,86 vierkante kilometer; de bevolkingsdichtheid was toen 9 inwoners per km².
De onderstaande kaart toont de ligging van Simiane-la-Rotonde met de belangrijkste infrastructuur en aangrenzende gemeenten.

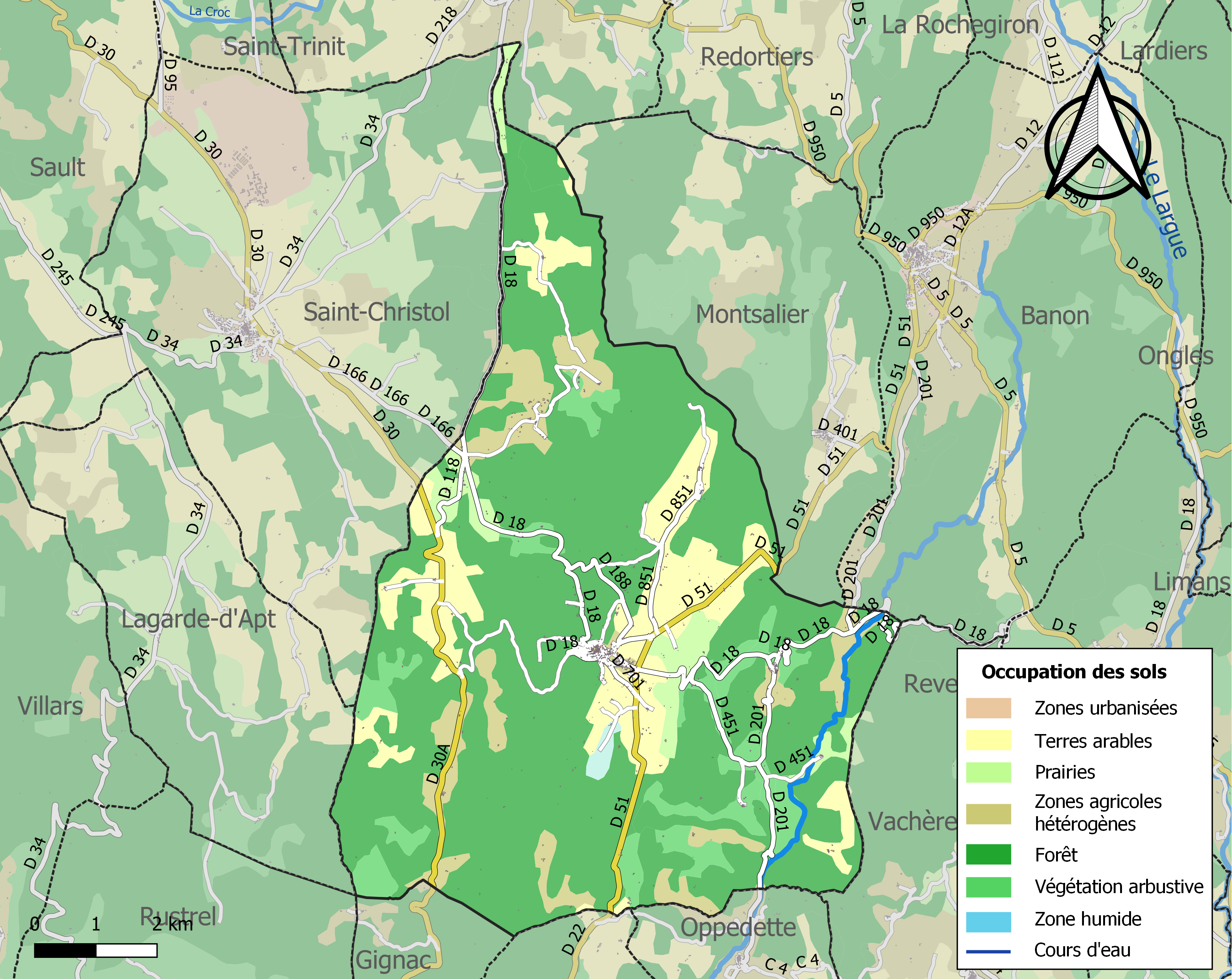

## Demografie
Onderstaande figuur toont het verloop van het inwonertal (bron: INSEE-tellingen).
Vanwege een beveiligingsprobleem met de MediaWiki Graph-software is het momenteel niet mogelijk deze grafiek weer te geven. Zodra de software is bijgewerkt zal de grafiek vanzelf weer zichtbaar worden.

## Afbeeldingen

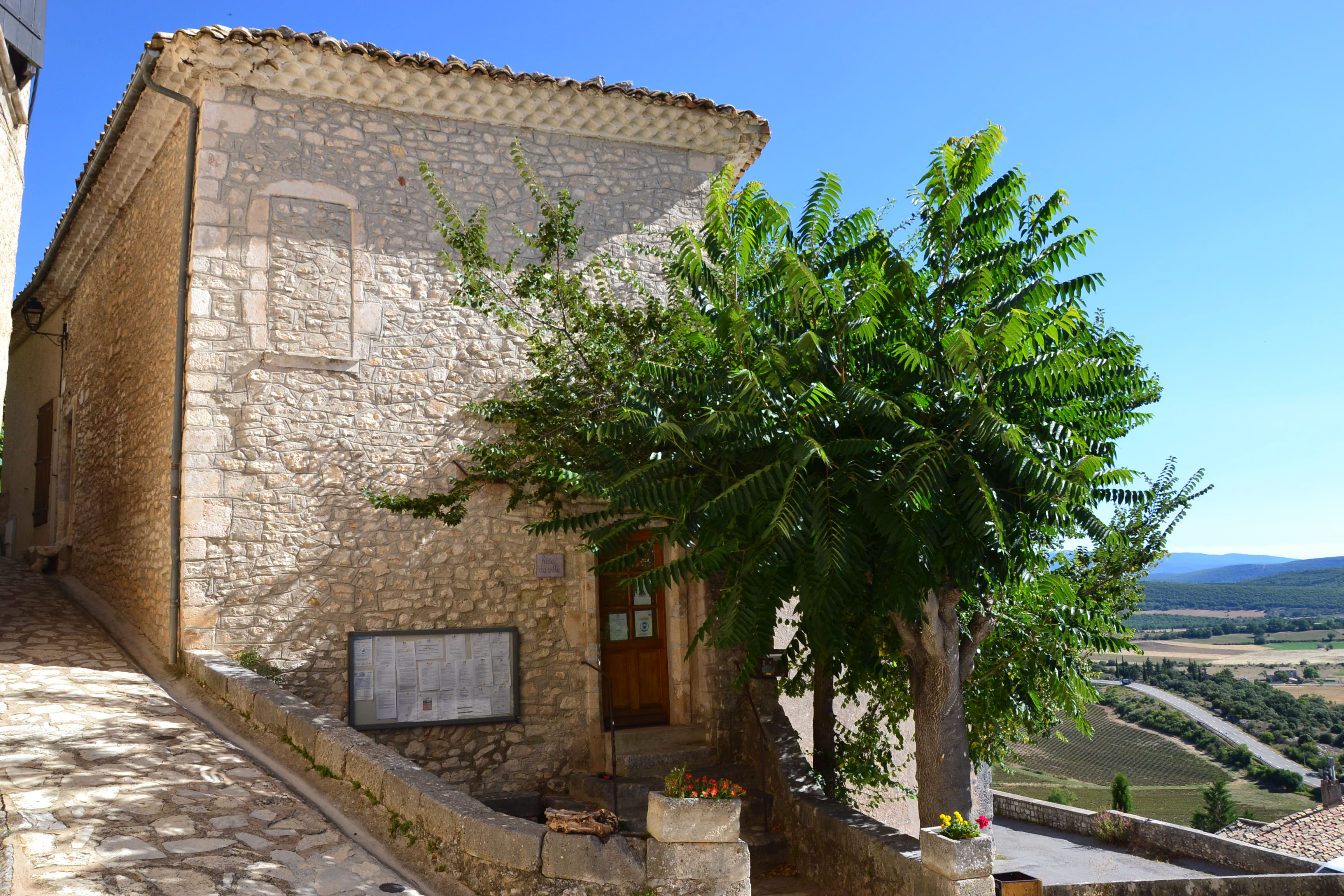
Gemeentehuis
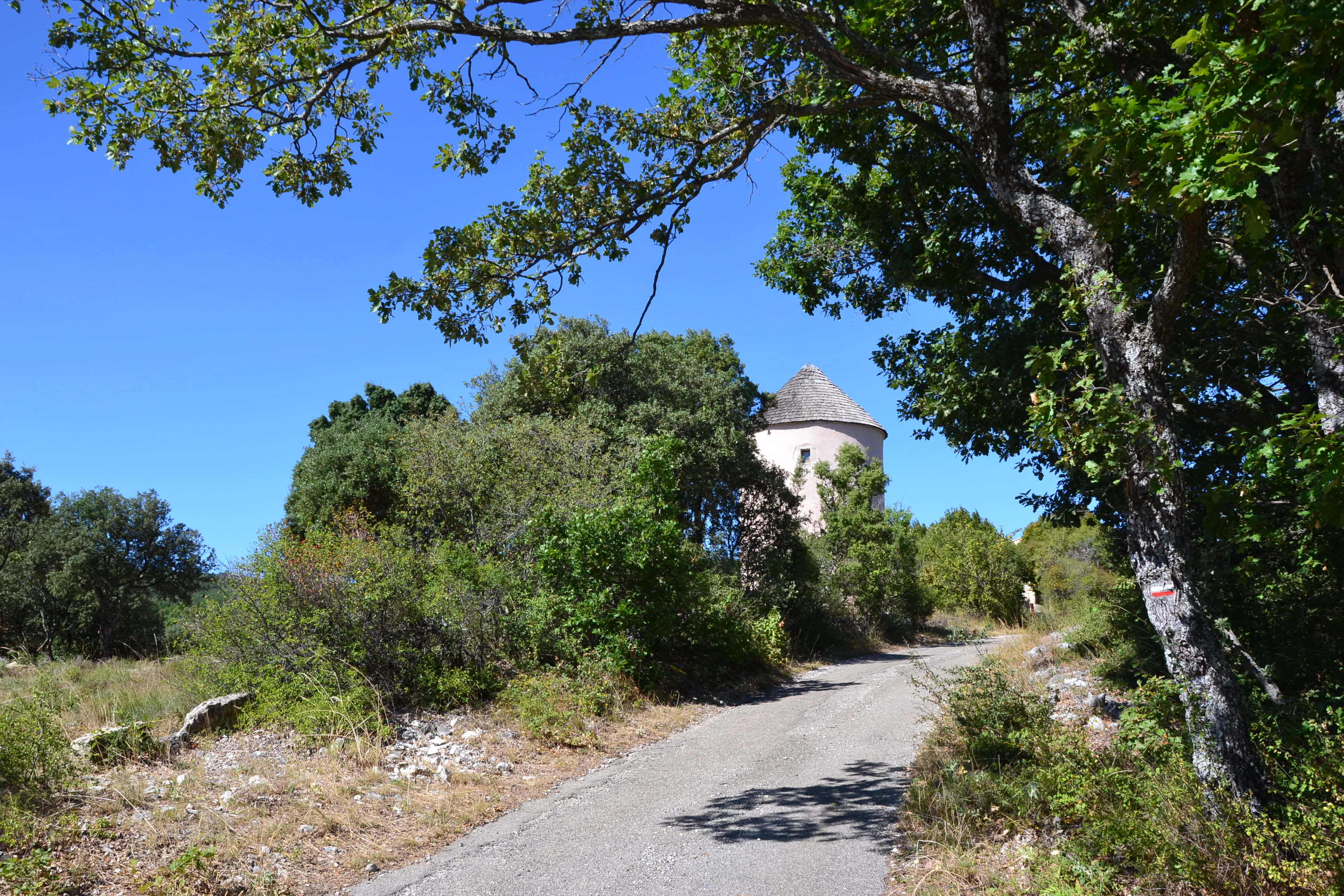
Wandelroute GR4 even ten westen van Simiane-la-Rotonde
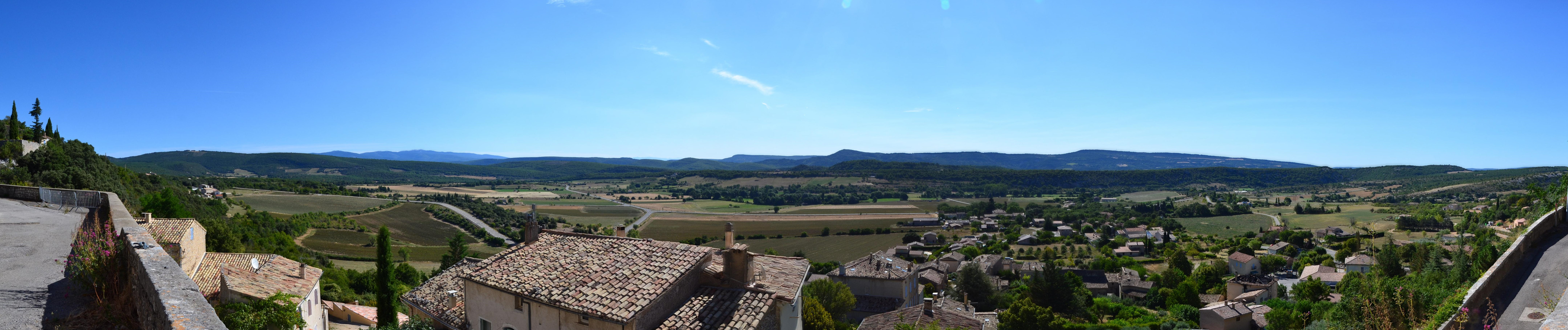
Landschap ten oosten van Simiane-la-Rotonde